# Soneto 38
| «» Soneto 38 |
| --- |
| How can my muse want subject to invent, While thou dost breathe, that pour'st into my verse Thine own sweet argument, too excellent For every vulgar paper to rehearse? O! give thy self the thanks, if aught in me Worthy perusal stand against thy sight; For who's so dumb that cannot write to thee, When thou thy self dost give invention light? Be thou the tenth Muse, ten times more in worth Than those old nine which rhymers invocate; And he that calls on thee, let him bring forth Eternal numbers to outlive long date. If my slight muse do please these curious days, The pain be mine, but thine shall be the praise. |
| –William Shakespeare |

O Soneto 38 foi escrito por William Shakespeare e faz parte dos seus 154 sonetos. A crítica considera que, assim como vários outros sonetos de Shakespeare, este é mais um dos que são endereçados a um jovem do sexo masculino.

## Traduções
Na tradução de Diego Raphael,
Como pode querer tema minha Musa,
Se vives e ao meu verso estás doando
Teu próprio tema sem que reproduza
Algum papel vulgar tal brilho brando?
Oh! louva-te a ti mesmo, se algo em mim
Achares de valor com olhar honrado;
Pois quem tão vil será que não, enfim,
Fala de ti, se és luz de todo achado?
Sê então a Musa dez, que vale dez
Vezes do rimador as nove herdades,
E àquele que te invoca deixa a vez
P'ra que seu verso dure à eternidade.
Se a minha Musa vale por memória,
É meu o esforço, mas é tua a glória.
Na tradução de Thereza Christina Rocque da Motta,
Como pode minha Musa inventar seus motivos,
Enquanto vives a derramar em meu verso
Teu doce argumento, sublime demais
Para ser traçado sobre um papel comum?
Ah, agradeça a ti mesma, se em mim
Persiste o alento que se sustenta à tua frente;
Somente o estúpido não poderia te escrever,
Quando tu mesma dás luz à invenção?
Sê a décima musa, dez vezes mais valiosa
Do que as outras nove antigas que os poetas invocam;
E aquele que te chamar, faze com que traga
Eternos versos que vivam por um longo tempo.
Se à minha leve Musa agradar esses curiosos dias,
Minha será a dor, mas tua será a rima.